# Niederdeutscher Literaturpreis der Stadt Kappeln
Der Niederdeutsche Literaturpreis der Stadt Kappeln wird seit 1991 jährlich für herausragende Leistungen im Bereich der niederdeutschen Sprache vergeben und ist mit derzeit 3.000 Euro dotiert. Die Preisträger werden von einer durch den Schleswig-Holsteinischen Heimatbund (SHHB) gestellten Jury ermittelt.
Grundlage für die Vergabe dieses Preises war ein Beschluss der Stadt Kappeln vom 28. November 1990, der zum Ziel hatte, dem Rückgang der plattdeutschen Sprache in der Region Angeln entgegenzuwirken. Die Stadt Kappeln entwickelte das Vorhaben in enger Zusammenarbeit mit dem SHHB.

## Preisträger
- 1991: Gerd Spiekermann
- 1992: Konrad Hansen
- 1993: Elke Paulussen
- 1994: Erzählwettbewerb des NDR „Vertell doch mal“
- 1995: Tilla Lorenzen („Junge Lüüd ut Löwenstedt“)
- 1996: „De scheewe Dree“, Kabarettgruppe bestehend aus Holger Janssen, Peter Nissen und Reinhard Goltz
- 1997: Niederdeutsche Bühne Neumünster
- 1998: Irmgard Harder
- 1999: Helmut Debus
- 2000: Reimer Bull
- 2001: Ina Müller als Teil des Kabarettduos „Queen Bee“
- 2002: Dieter Andresen
- 2003: Hartmut Cyriacks und Peter Nissen
- 2004: Johann Diedrich Bellmann
- 2005: Jochen Wiegandt
- 2006: NDR-Hörfunksendung Hör mal ’n beten to
- 2007: Wolfgang Sieg
- 2008: Sandra Keck
- 2009: Schleswig-Holsteinischer Zeitungsverlag
- 2010: Peter Heinrich Brix und Jan Fedder
- 2011: Jan Graf
- 2012: Niederdeutsche Bühne Flensburg e. V.
- 2013: Birgit Lemmermann
- 2014: Frenz Bertram
- 2015: Ohnsorg-Theater[2]
- 2016: Annie Heger[3]
- 2017: Rainer Prüß
- 2018: Bolko Bullerdiek[4]
- 2019: Dörte Hansen
- 2020: Quickborn-Verlag[5]
- 2021: –[5]
- 2022: Hans-Hermann Briese[6]
- 2023: Heinke Hannig[7]
- 2024: Institut für niederdeutsche Sprache[8]